# La Ferrière-aux-Étangs
La Ferrière-aux-Étangs là một xã thuộc tỉnh Orne vùng Normandie tây bắc nước nước Pháp. Xã này nằm ở khu vực có độ cao trung bình 187 mét trên mực nước biển.